# ディーン・ヘンダーソン
ディーン・ブラッドリー・ヘンダーソン（Dean Bradley Henderson, 1997年3月12日 - ）は、イングランド・ホワイトヘブン出身のサッカー選手。イングランド代表。プレミアリーグ・クリスタル・パレスFC所属。ポジションはGK。
帽子を着用して試合に出場することもある。

## 経歴
14歳の時、カーライル・ユナイテッドからマンチェスター・ユナイテッドへ移籍する。
ストックポート・カウンティ、グリムズビー・タウン、シュルーズベリー・タウンへのローン移籍を経たのち、2018年6月、マンチェスター・ユナイテッドとの契約を2年間延長した上でシェフィールド・ユナイテッドにローン移籍。リーグ戦46試合の全てでスタメンとして出場し、チームのプレミアリーグ昇格に貢献した。
2019年7月26日、再びシェフィールド・ユナイテッドにレンタルされることが発表。リーグ戦においては貸し出し元のマンチェスター・ユナイテッド戦を除く全36試合に出場した。
2019-20シーズン終了後、マンチェスター・ユナイテッドと2025年までの契約延長に合意。2020年9月23日、EFLカップのルートン・タウン戦でトップチームデビュー。同年11月5日、イスタンブール・バシャクシェヒルFK戦でUEFAチャンピオンズリーグ初出場。11月29日にはサウサンプトンFC戦で前半に負傷したダビド・デ・ヘアに代わり後半から出場し、マンチェスター・ユナイテッドでのプレミアリーグデビューを果たす。翌週のウエストハム・ユナイテッド戦では初めてリーグ戦でスタメン起用された。2021年3月7日のマンチェスター・ダービーではスローイングで2点目の起点となるなどの活躍もあり公式戦21連勝中のマンチェスター・シティ撃破に貢献する。その後はデ・ヘアのプレーが安定しなかったこともあってレギュラーに定着。結果的にシーズン終了までの13試合に出場した。
2021-22シーズンは、シーズン通してのレギュラーとしての活躍が期待されたが、自身の負傷や新型コロナウイルスによる感染などもあって出遅れ、加えてデ・ヘアの調子が復活したこともあってポジション争いにつけ入る隙も無く、第2GKに留まった。
2022年7月2日、ノッティンガム・フォレストFCへの1年間のローン移籍が発表された。加入後は即座に正GKの座を射止めると、守護神として最後尾に君臨。しかし1月に負傷し離脱すると、チームは穴埋めとしてケイラー・ナバスを獲得。その後は自身も怪我から復帰することなくシーズンを終えた。
2023-24シーズンは、レンタル元のマンチェスター・ユナイテッドに復帰。しかし、新守護神アンドレ・オナナを獲得した同チームに自身の居場所はなく、8月31日にクリスタル・パレスFCへ完全移籍することが発表された。
同年9月25日、カラバオカップ・古巣マンチェスター・ユナイテッド戦で加入後初出場を果たすも、前半19分に負傷し交代を余儀なくされた。その後はサム・ジョンストンの負傷に伴い先発に定着。ジョンストン復帰以降はポジションを争いながら、リーグ戦18試合に出場した。
2024ｰ25シーズンより、背番号を1へ変更することが発表された。

## 代表歴
イングランド代表として各年代でプレーした。2020年11月12日、アイルランド代表戦でA代表デビュー。
2021年6月のUEFA EURO 2020では最終登録メンバーに選ばれ、初戦のクロアチア代表戦でベンチ入りした。しかしその後負傷離脱してしまい、代役としてアーロン・ラムズデールが追加招集された。

## 個人成績

### クラブ
| クラブ                       | シーズン | リーグ                   | リーグ戦 | リーグ戦 | カップ戦 | カップ戦 | リーグ杯 | リーグ杯 | 国際大会 | 国際大会 | その他 | その他 | 合計 | 合計 |
| クラブ                       | シーズン | リーグ                   | 出場     | 得点     | 出場     | 得点     | 出場     | 得点     | 出場     | 得点     | 出場   | 得点   | 出場 | 得点 |
| ---------------------------- | -------- | ------------------------ | -------- | -------- | -------- | -------- | -------- | -------- | -------- | -------- | ------ | ------ | ---- | ---- |
| マンチェスター・ユナイテッド | 2015-16  | プレミアリーグ           | 0        | 0        | 0        | 0        | 0        | 0        | 0        | 0        | 0      | 0      | 0    | 0    |
| マンチェスター・ユナイテッド | 通算     | 通算                     | 0        | 0        | 0        | 0        | 0        | 0        | 0        | 0        | 0      | 0      | 0    | 0    |
| ストックポート・カウンティ   | 2015-16  | ナショナルリーグ・ノース | 9        | 0        | -        | -        | -        | -        | -        | -        | 0      | 0      | 9    | 0    |
| ストックポート・カウンティ   | 通算     | 通算                     | 9        | 0        | -        | -        | -        | -        | -        | -        | 0      | 0      | 9    | 0    |
| マンチェスター・ユナイテッド | 2016-17  | プレミアリーグ           | 0        | 0        | 0        | 0        | 0        | 0        | 0        | 0        | 0      | 0      | 0    | 0    |
| マンチェスター・ユナイテッド | 通算     | 通算                     | 0        | 0        | 0        | 0        | 0        | 0        | 0        | 0        | 0      | 0      | 0    | 0    |
| グリムズビー・タウン         | 2016-17  | リーグ2                  | 7        | 0        | 0        | 0        | -        | -        | -        | -        | 0      | 0      | 7    | 0    |
| グリムズビー・タウン         | 通算     | 通算                     | 7        | 0        | 0        | 0        | -        | -        | -        | -        | 0      | 0      | 7    | 0    |
| シュルーズベリー・タウン     | 2017-18  | リーグ1                  | 38       | 0        | 2        | 0        | 1        | 0        | -        | -        | 7      | 0      | 48   | 0    |
| シュルーズベリー・タウン     | 通算     | 通算                     | 38       | 0        | 2        | 0        | 1        | 0        | -        | -        | 7      | 0      | 48   | 0    |
| シェフィールド・ユナイテッド | 2018-19  | チャンピオンシップ       | 46       | 0        | 0        | 0        | 0        | 0        | -        | -        | 0      | 0      | 46   | 0    |
| シェフィールド・ユナイテッド | 2019-20  | プレミアリーグ           | 36       | 0        | 4        | 0        | 0        | 0        | -        | -        | 0      | 0      | 40   | 0    |
| シェフィールド・ユナイテッド | 通算     | 通算                     | 82       | 0        | 4        | 0        | 0        | 0        | -        | -        | 0      | 0      | 86   | 0    |
| マンチェスター・ユナイテッド | 2020-21  | プレミアリーグ           | 13       | 0        | 4        | 0        | 4        | 0        | 5        | 0        | 0      | 0      | 26   | 0    |
| マンチェスター・ユナイテッド | 通算     | 通算                     | 13       | 0        | 4        | 0        | 4        | 0        | 5        | 0        | 0      | 0      | 26   | 0    |
| 総通算                       | 総通算   | 総通算                   | 149      | 0        | 10       | 0        | 5        | 0        | 5        | 0        | 7      | 0      | 176  | 0    |

### 代表
| イングランド代表 | 国際Aマッチ | 国際Aマッチ |
| 年               | 出場        | 得点        |
| ---------------- | ----------- | ----------- |
| 2020             | 1           | 0           |
| 通算             | 1           | 0           |